# شیائومی می نوت
شیائومی می نوت یک تلفن هوشمند مبتنی بر اندروید ساخته شده توسط شیائومی است. این سری دارای مدل‌های می نوت، می نوت پرو و می نوت پلاس است اما مدل پلاس لغو شده و معرفی نشد.

## گونه‌ها

### می نوت پرو
می نوت پرو در مه ۲۰۱۵ معرفی شد. می نوت پرو برخی از ویژگی‌های خود را از نسل قبلی کمتر قدرتمند خود به ارث برده‌است، در حالی که بسیاری از ویژگی‌ها مانند وضوح صفحه، میزان رم، ظرفیت باتری و سیستم‌عامل پایه را به روز می‌کند.
تهیه می نوت پرو اصلی به جز در چین دشوار بود، زیرا تنها راه دیگر خرید آن از طریق شرکت‌های شخص ثالث بود و به آن هزینه بالاتری می‌پرداخت.

### می نوت پلاس
همان نسخه پرو می نوت است که به جای رم ۴ گیگ از رم ۳ گیگ استفاده می‌کند. اما این مدل لغو شده و معرفی نخواهد شد.

## مشخصات

### سخت‌افزار
طراحی اصلی می نوت دقیقاً مشابه می نوت پرو است زیرا هردوی آنها دارای یک نمایشگر ۵٫۷ اینچی، صفحه پشتی گوریلا گلس ۳، دو سیم کارته، دوربین پشتی ۱۳ مگاپیکسلی با تثبیت کننده تصویر نوری، فوکوس خودکار و LED دوگانه، جک هدفون ۳٫۵ میلی‌متری، پورت میکرو یو اس بی v2.0 و غیره است. نمایشگر می نوت ۱۰ ۱۰۸۰ در ۱۹۲۰ است ولی نسخه پرو ۱۴۴۰ در ۲۵۶۰ است. رم می نوت ۱۰ ۳ گیگ است اما نسخه پرو ۴ گیگ. تراشه نسخه معمولی اسنپ‌دراگون ۸۰۱ است اما در نسخه پرو اسنپ‌دراگون ۸۱۰. نسخه پرو (علاوه بر رنگ سفید و مشکی در نسخه معمولی) نسخه طلایی نیز دارد
می نوت پرو از فناوری Sunlight Display شیائومی بهره می‌برد که به منظور انطباق روشنایی صفحه نمایش به گونه ای است که صفحه نمایش در فضای باز بیشتر نمایان می‌شود.
نسخه پرو فقط از حافظه ۶۴ استفاده می‌کند اما نسخه معمولی حافظه ۱۶ گیگ هم دارد.

### نرم‌افزار
نسخه اندروید می نوت ۴٫۴٫۴ (کیت کت) (قابل ارتقا به اندروید ۶٫۰ (مارشمالو) است ولی نسخه پرو می نوت ۵٫۰٫۱ (لالی پاپ) است و می‌توان تا اندروید ۷٫۰ (نوقا) ارتقا داد.